# The Afterparty
The Afterparty är en amerikansk kriminalkomediserie från 2022 vars första säsong består av 9 avsnitt, och som hade premiär på strömningstjänsten Apple TV+ den 28 januari 2022. Den andra säsongen som också består av 9 avsnitt kommer att ha premiär den 28 april 2023.

## Handling
Den första säsongen kretsar kring ett mord på en känd rappare på en efterfest till en skolåterträff. Alla på festen är misstänkta, men vem är den skyldige? Den andra säsongen utspelar sig på ett bröllop där brudgummen mördas. Även denna gång är samtliga på festen misstänkta. Kommer detektiv Danner att hitta mördaren?

## Roller i urval
- Tiffany Haddish - Detektiv Danner
- Ike Barinholtz - Brett (säsong 1)
- Ben Schwartz - Yasper (säsong 1)
- Ilana Glazer - Chelsea (säsong1)
- Dave Franco - Xavier (säsong 1)
- Elizabeth Perkins as Isabel (säsong 2)
- Zach Woods - Edgar (säsong 2)
- Paul Walter Hauser - Travis (säsong 2)
- Poppy Liu - Grace (säsong 2)
- Anna Konkle - Hannah (säsong 2)
- Jack Whitehall - Sebastian (säsong 2)
- Vivian Wu - Vivian (säsong 2)
- Ken Jeong - Feng (säsong 2)
- John Cho - Ulysses (säsong 2)